# New York and Harlem Railroad

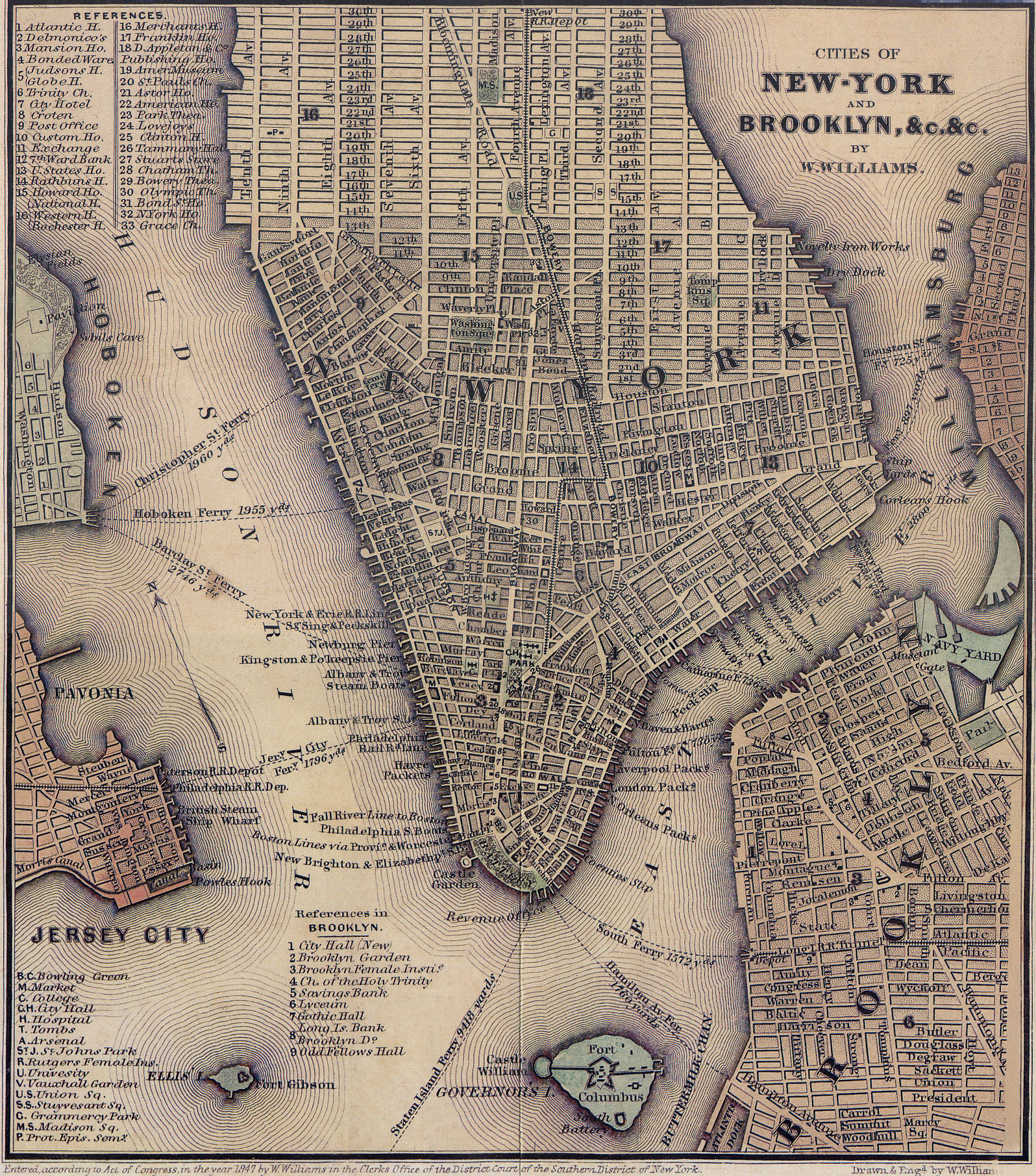
Eine Karte Manhattans von 1847. Damals war die New York and Harlem Railroad die einzige Bahnlinie in Manhattan.

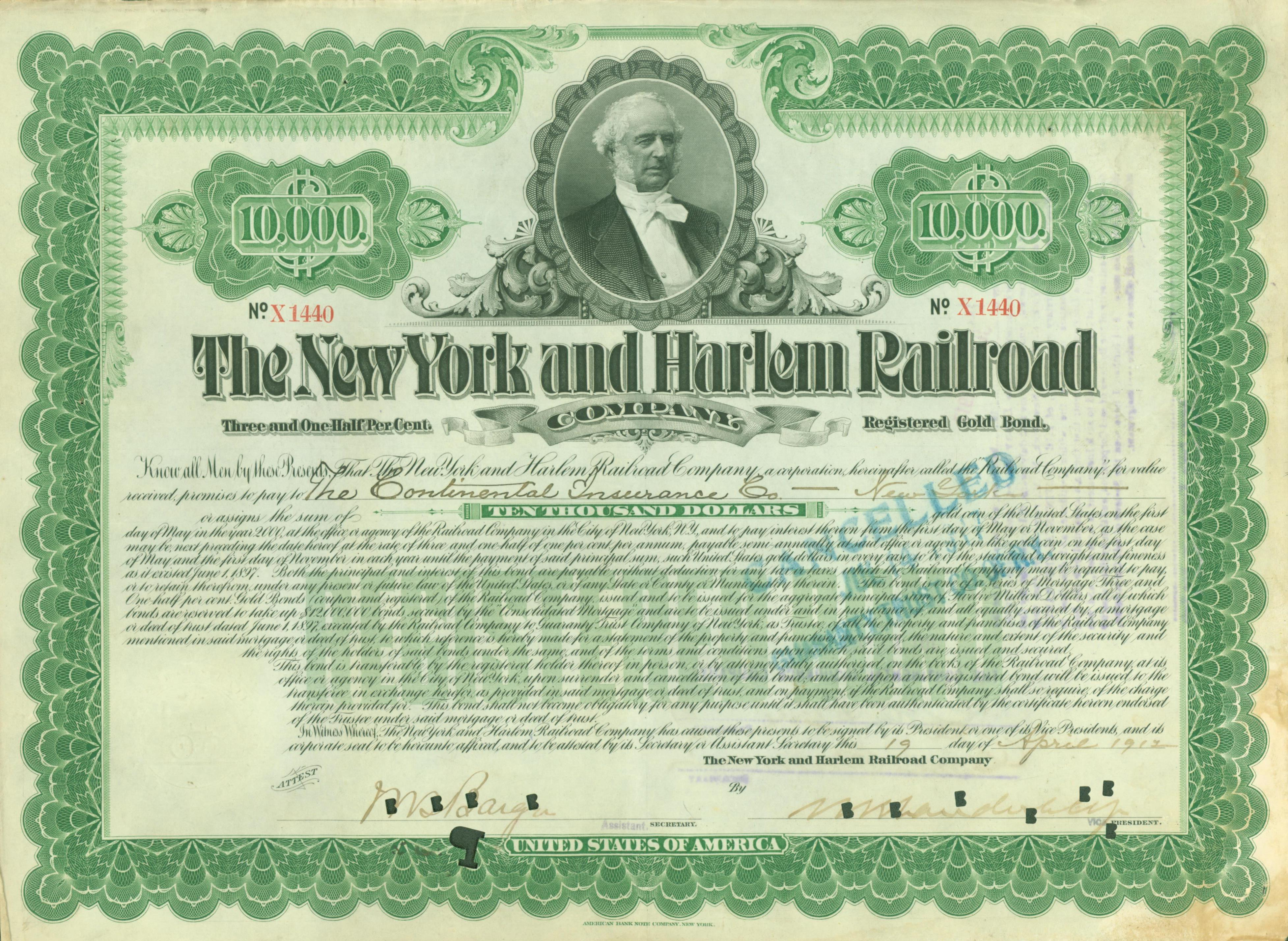
Gold Bond der New York and Harlem Railroad vom 19. April 1917

Die New York and Harlem Railroad war eine amerikanische Eisenbahngesellschaft, die 1832 in der Stadt New York City die erste Straßenbahnlinie der Welt eröffnete.

## Geschichte
Das Unternehmen wurde im Jahr 1831 gegründet. Der Nennwert eines Anteilsscheins an der New York and Harlem Railroad betrug 50 US-Dollar. Die Bahn betrieb zunächst eine Strecke mit von Maultieren gezogenen Wagen quer durch Manhattan. Da sich die Maultiere aber schnell als unrentabel herausstellten, setzte man eine Dampflokomotive ein. Als es am Union Square zu einem schweren Unfall mit einem Toten und zwanzig Verletzten kam, riss der wütende Mob dort die Schienen heraus und zwang die Gesellschaft, den Dampfbetrieb einzustellen. So wurden Pferde für den weiteren Betrieb eingesetzt.
1863 wurde die Gesellschaft von dem Eisenbahnbaron Cornelius Vanderbilt übernommen. Nachdem er schon mehrere Jahre Anteilsscheine an dem Unternehmen gehalten hatte, begann er 1862 weitere Anteile aufzukaufen und wurde im Mai 1863 zum Geschäftsführer der Gesellschaft bestellt. 1873 stellte man auf Kabelstraßenbahn um. Da es den Pferden, im Gegensatz zu den Maultieren, nicht beizubringen ist, ihre Fäkalien an bestimmten Stellen zu hinterlassen, begann man ab 1893, die Bahnen auf elektrischen Betrieb umzustellen. Da in Manhattan seit dem Verbot von oberirdischen Leitungen infolge des Großen Schneesturms von 1888 de facto versenkte Stromschienen erforderlich waren, hielten sich die letzten Pferdebahnen aufgrund der hohen Umstellungskosten bis 1915.

## Streckenverlauf
Die dampfbetriebenen Züge der New York and Harlem Railroad erreichten New York City aus Richtung Norden. Die Strecke durch Manhattan verlief über die Fourth Avenue bis zur 42nd Street. Dann unterquerte sie in einem Tunnel den Stadtteil Murray Hill, bevor die Züge im Depot der Gesellschaft an der 26th Street endeten. Dort konnten die Passagiere in von Pferden gezogene Wagen umsteigen, die über die Bowery bis zur City Hall verkehrten.